# ترتوریچی
ترتوریچی (به لاتین: Trtorići) یک منطقهٔ مسکونی در بوسنی و هرزگوین است که در برزا واقع شده‌است.